# ダウンタウン熱血物語
『ダウンタウン熱血物語』（ダウンタウンねっけつものがたり）は、テクノスジャパンから発売されたファミリーコンピュータ用アクションロールプレイングゲームソフト。
本項では、同作のバージョンアップ版に相当するリメイク作『ダウンタウン熱血物語ex』についても併せて記述する。

## ダウンタウン熱血物語
『ダウンタウン熱血物語』（ダウンタウンねっけつものがたり）は、1989年4月25日にテクノスジャパンから発売されたファミリーコンピュータ用アクションロールプレイングゲーム。

### 概要
本作はテクノスジャパンの「くにおくんシリーズ」と称される作品群の第3作目にあたり、シリーズ内で「ダウンタウンシリーズ」としてカテゴライズされる作品群の処女作に位置する。
「くにおくんシリーズ」の第1作『熱血硬派くにおくん』のコンセプトである「ケンカアクション」の流れを色濃く汲みながらも、本作では敵キャラクターを倒すことでお金を獲得して、お店でアイテムを入手し、ステータスを上げていく、というロールプレイングゲームの要素が加えられている。
本作のストーリーは『熱血硬派くにおくん』から数ヵ月後の出来事であり、前作までは「くにお」と対立してきたライバル・「りき」が手を組み、騒動の黒幕である「冷峰学園」に立ち向かう、という内容となっている。
「不良高校生達の抗争」という、一見殺伐としたテーマではあるものの、キャラクタードットのデフォルメ化、ギャグ風味にあふれた台詞回し、予想外の遊び方もできる自由度の高さといった要素がコミカルな雰囲気と親しみやすさを生み、幅広い年齢層に受け入れられるヒット作となった。また、「くにお」と「りき」を取り巻く人間関係や、「ダブルドラゴン兄弟」「ごうだ」「ごだい」といった個性的なサブキャラクター達の登場により、後の作品群に群像劇的な一面が加えられた契機にもなっている。
ゲームデザインは関本弘之、吉田晄浩、音楽は澤和雄、キャラクターデザインは白戸政男が担当した。
本作は様々なプラットフォームへ移植されている。
- 1990年、シャープよりX68000用ソフトとして発売された（開発SPS、販売シャープ）。X68000のADPCMを生かし、BGMのアレンジ、ボイス付きビジュアルシーンの追加などが行われている。
- 1993年、ナグザットからPCエンジンSUPER CD-ROM2用ソフトとして発売された。CD-ROMの特性を生かし、声優によるボイスの追加やCD-DAによるBGMのアレンジが行われている。
- 2008年、携帯電話用アプリゲームとしてS!アプリに『ダウンタウン熱血物語復刻版』として配信された。
- 2010年、Windows用ソフトとしてプロジェクトEGGにてFC版が配信された。
- バーチャルコンソール対応ソフトとして、2007年にWiiへ、2012年にニンテンドー3DSへ、2015年にWii Uへ、FC版が配信された。
- 海外版として、北米では『River City Ransom』、欧州では『Street Gangs』の名称で販売されている。

また、本作のリメイク作品として2作品が発表されている。
- 『ダウンタウン熱血物語ex』（以下『ex』） - テクノスジャパン倒産後、版権元となっていたミリオンより、2004年に発売された。本記事でも詳述する。

- 『ダウンタウン熱血物語SP』 - 2015年より版権元となったアークシステムワークスより、「くにおくんシリーズ」30周年記念作品として、2016年に発売された。本作をベースにしながらも、ゲームシステムからストーリー、キャラクター設定に至るまで大幅に改変されており、リメイク作でありながらも、完全新作ともいえるほどにリニューアルされた作品となっている。

### ゲームシステム
本項ではFC版におけるシステムを記述する。
- ゲーム開始時に使用キャラクター及び協力プレイの有無を選択する。アクションロールプレイング形式であり、敵キャラクターを倒してお金を稼ぎ、アイテムを購入・使用してステータスの各パラメータを上げ、各エリアを攻略してゆくのが基本的な流れとなる。

- 各エリアはベルトスクロール形式で進行し、襲い掛かってくる敵キャラクターを倒していく必要がある。攻撃手段はパンチ、キックのほか、落ちている木刀、石ころ、タイヤなどを拾って武器にして殴ったり、投げつけたり、倒れているキャラクター（敵味方問わず）すらも武器と同じように攻撃手段にすることができる。体力と気力が尽き、プレイヤーキャラクターが全滅となった場合は、所持金が半額になるペナルティを受けた上で、全滅したエリアの直前の商店街エリアから再開となる。

- 敵キャラクターは、9体の汎用キャラクタードットをベースとして、各高校で独自の制服カラーと名前が設定されている。1エリアにつき、ひとつの高校の敵キャラクターが9名出現し、画面内には同時に3名以上出現しない。ボスキャラクターが登場するエリアでは、それらを全滅させることがボスキャラクターの出現条件となっている。

- 攻略の拠点となる商店街エリアには敵キャラクターが出現せず、アイテムを取り扱うお店が並んでいる。お店とその取り扱っているアイテム、その効果は多種多様・多岐に亘っている。

- 本屋で購入できる特定のアイテムを使うことで、必殺技を習得できる[2]。

- セーブ機能は搭載されていない。エリア攻略状況や所持品はプレイごとにリセットされてしまうが、ステータスのみパスワードを利用することで疑似的に復元できる。

### ストーリー
熱血高校の番長・「くにお」が、悪の組織から仲間を救い出してから数か月。超の付くほどの進学校として知られる｢冷峰学園｣が、｢ダブルドラゴン兄弟｣の転入を契機として、怒涛の勢いで近隣高校を支配下に治め、その勢力を伸ばしていた。くにおの永遠のライバルである花園高校の番長・「りき」は、その能天気な性格から恐るに足らないと楽観していたが、そんなある日、りきの彼女が冷峰学園にさらわれ、りきの元には挑戦状が届く。怒りに燃えたりきは花園高校を飛び出すが、そこでくにおと衝撃的な再会を果たす。
りきは彼女を助けるため、くにおはかつての仲間に会うため、二人はそれぞれの目的を胸に、冷峰学園へと向かうのだった。

### 登場人物
本項ではFC版及び『ex』で追加された設定を併せて記述する。

#### プレイヤーキャラクター
くにお
シリーズの主人公にして、「熱血硬派」の通り名を持つ「伝説の不良」。熱血高校3年生で、番長。
かつての仲間だった山田が騒動の黒幕であることを見抜き、またその動機が自身にあることも察しており、ケジメをつけるべく立ち上がる。
『ex』では、マッハキックが専用必殺技となり、スタート直後から使うことができる。
りき
鮫島 力（さめじま りき）。花園高校3年生で、番長。かつて｢マッハパンチのりき｣として恐れられ、くにおと敵対した間柄。
真美を大切に思っているものの、大雑把で能天気な性格が災いし、彼女への狼藉を許してしまう。単身で山田と対峙すると、山田がりきに対する僻みをぶつける姿がみられる。
『ex』では、マッハパンチが専用必殺技となり、スタート直後から使うことができる。

#### ヒロインキャラクター
はせべ
長谷部 和美（はせべ かずみ）。冷峰学園3年生で、生徒会副会長。くにおとは中学時代の同級生。
可愛らしくもさばさばした性格で頼り甲斐があり、生徒からの人気は高い。実は全国的に名の知られた伝説的なスケ番で、芦野久仁子の姉とはライバル関係だった。
中学時代からずっとくにおに好意を寄せており、いつも陰から協力している。山田のことは嫌っており、山田に操られた学園に背を向け、くにおに味方する。
『ex』では、立場上くにおと共に行動できないことを悔やみつつも、砂織の救出に久仁子を向かわせるなど、独自に動いている。
まみ
島田 真美（しまだ まみ）。花園高校2年生で、りきの彼女。くにお、長谷部と同じ中学校の出身で、後輩にあたる。
無邪気で可愛い性格をしており、りきのパワーの源であるとともに、唯一頭が上がらない存在でもある。山田の僻みに端を発し、ダブルドラゴン兄弟の手によりさらわれ、冷峰学園の教室に幽閉されている。
ダブルドラゴン兄弟を倒すことで助けることができるが、助けなくてもゲームクリアは可能となっている。
『ex』では、りきへの信頼が強く描かれている。

#### ボスキャラクター
さわぐち
沢口 靖夫（さわぐち やすお）。白鷹工業高校2年生で、同校の自称No.2。
花園町で登場する。西村の指示で立ちふさがり、威勢こそ一丁前だが、実力が伴っていない。傍からは西村のパシリにしか見えないが、西村を信頼して付き従っており、彼を蹴落としてまでボスになろうとは考えていない。
FC版では倒さなくてもゲームクリアが可能となっている。『ex』では、まるか運送倉庫出口で再戦を挑んでくる。
【『ex』追加必殺技】自分手裏剣（専用技）
かみじょう&やまもと
上条 恒男（かみじょう つねお）と山本 憲之（やまもと のりゆき）。影村学園3年生で、2人組のボス。
新宝川・花園大橋の河川敷に登場する。両者ともに姑息な性格で、お互いに友達がおらずいつも2人でつるんでいる。くにおとりきを倒して冷峰学園に認められようとしているが、双方共に実力は沢口と同等レベル。
FC版では互いの名が逆に表示されている上、倒さなくてもゲームクリアが可能となっている。河川敷で彼らを倒すと、夢見町に出現し再戦を挑んでくるがステータスは一切強化されていない。
【『ex』追加必殺技】ブーメラン投げ（両者共通、専用技）
にしむら
西村 成孝（にしむら なりたか）。白鷹工業高校3年生で番長格。七三分けの髪型とメガネが特徴の巨漢。
丸か運送廃倉庫内に登場する。肥満体、メガネ、七三分けの不良らしからぬ風貌と、どこか突き抜けたようなふてぶてしさの持ち主。独特のボギャブラリーの持ち主で、奇妙な口癖を口走る。同校のトップに君臨し、坂宿商業高校を配下に置いているものの、内外問わずあまり慕われておらず、校内には反乱分子である「反西村連合」も存在している。冷峰四天王・木下に支配されている。体型を生かしたパワーこそ凄まじいが、動きが非常に遅く、肉体・精神ともに打たれ弱い。
【『ex』追加必殺技】溜めパンチ（専用技）、張り手スペシャル
きのした
木下 忠（きのした ただし）。冷峰学園3年生で、冷峰四天王の一人。
花園第3公園に登場する。チェーンを所持しており、四天王屈指の打たれ強さが特徴。顔つきが恐ろしく、女の子にその顔をバカにされて以来、凶暴で残忍な性格になってしまったことで不良達から一目置かれるようになった。白鷹工業高校を配下に置いており、西村の天敵ともいえる存在。
『ex』では、特定条件を満たすと、くにお達の心の熱さに触れて改心し、仲間にすることができる。
【『ex』追加必殺技】デビルチェーン（専用技）
もちづき
望月 駿（もちづき しゅん）。冷峰学園3年生で、冷峰四天王の一人。
丸か運送廃ビル東側に登場する。「“かっとびのもつ”」の異名を持つほどの俊足を誇り、足の速さを活かしたスピードを武器とする。自意識過剰な一面もあるが、冷峰四天王の中では明朗快活で潔い性格。沼岡工業高校を配下に置いているが、支配ではなく親友として接している。
『ex』では、特定条件を満たすと、くにお達を誤解していたことを悟り、仲間にすることができる。
【『ex』追加必殺技】ニトロアタック（専用技）
たいら
平 清文（たいら きよふみ）。冷峰学園3年生で、冷峰四天王の一人。
緑町空き地に登場する。木刀を所持しており、武器の扱いを得意とする。どちらかというと頭脳派で、ハッタリを使って精神的に優位に立つ戦法を得意とする。花園高校の名を騙り、配下に千里台高校を襲撃させる罠を仕掛けた張本人でもある。
『ex』では、特定条件を満たすと、くにお達の生き様を前に改心し、仲間にすることができる。
【『ex』追加必殺技】ばく転バスター（専用技）
こばやし
小林 政男（こばやし まさお）。冷峰学園3年生で、冷峰四天王のヘッド。
小林産業工場跡に登場する。全ステータスが安定して高く、特に防御面に優れる難敵。「小林産業」社長子息として上流階級家庭で育つが、中学時代に倒産の憂き目に遭い現在は貧困の身であるものの、その苦境が現在の実力を育んだ側面もある。口調こそ少々キザであるものの、頭脳明晰かつ冷静沈着な性格で、周囲からは他の四天王すらも畏敬を込め「さん」付けで呼ばれている。学園を牛耳ることもできる実力の持ち主だが、何故か一歩引いている。口に出すことはあまりないが鬼塚を信頼している。
『ex』では、謎の「黒い力」に対抗すべく、秘密裏に行動している、という裏設定が付与されている。特定条件を満たすと、くにお達を認め、仲間にすることができる。
【『ex』追加必殺技】グライドチョップ（専用技）、ハイパーガード
ごうだ
豪田 剛（ごうだ つよし）。宝陵高校3年生で、番長格。
冷峰学園校門前に登場する。小林を一回り強化したようなステータスを持ち、特に打たれ強さと強力な頭突きが脅威。正義感が強く、剛直ながらも優しい好漢。彼を慕う多くの生徒達より勝手に番長格とされているものの、本人にその自覚は無い。妹・砂織を溺愛する優しい兄の一面もあり、幼い頃から病弱なためにいじめられていた妹を庇っているうちに心身ともに強く逞しくなった。その妹想いな一面に付け込んだ山田の策略に嵌り、冷峰学園の手先としてくにおとりきの前に立ちはだかるが、後に和解し、友情を築く。
『ex』では、イベントの進め方によって動向が変わり、砂織の無事が確認されたことで仲間に加わる展開や、ケジメとしてダブルドラゴン兄弟に単身で挑みかかってゆく展開もある。
【必殺技】頭突き　【『ex』追加必殺技】ヘッドボム（専用技）
おにづか
鬼塚 崇（おにづか たかし）。冷峰学園3年生で、前生徒会長。冷峰四天王を支配下に置き統率する立場にあるが、四天王ヘッドの小林と実力にはそれほど差はない。
冷峰学園体育館に登場する。手堅い攻撃をするバランスの取れた能力を持つが、ステータス自体は直前に戦う豪田よりも低い。怪物じみた顔をしており規則にうるさいが、真面目さや正義感・道徳心・規律心の強さの裏返しであり、人望も厚い。融通が利かない一面を山田に付けこまれ、山田の策略に嵌り自ら会長を辞任し、催眠術をかけられ操られてしまう。
『ex』では、山田の催眠術により操られ、ダブルドラゴン兄弟の部下として従っている。
【『ex』追加必殺技】大車輪投げ（専用技）、人間ドリル
ごだい
五代 奨（ごだい すすむ）。谷花高校3年生で、番長。
冷峰学園2Fで登場する。木刀をこよなく愛し、「棒術使い」の異名を持つ。その異名通り武器の扱いはゲーム中の敵キャラでも最強であり、木刀で繰り出す棒術スペシャルは凄まじいダメージを誇る。普段は明るくお気楽だが、ひとたびキレると手がつけられないほど暴れまわるため、周囲からは非常に恐れられている。群れるのを嫌う一匹狼気質だが、宝陵高校・豪田のことは気に入っている。ダブルドラゴン兄弟に闇討ちにあい支配され、冷峰学園の手先としてくにお、りきの前に立ちはだかる。
FC版では倒さなくてもゲームクリアが可能となっている。『ex』では、イベントの進め方によって動向が変わり、豪田の動向次第ではあっさり冷峰学園を裏切り、戦いを放棄したり、豪田と共にくにお達に加勢する展開もある。
【必殺技】棒術スペシャル【『ex』追加必殺技】五代スペシャル（専用技）
ダブルドラゴン兄弟
服部竜一・竜二（はっとり りゅういち・りゅうじ）。冷峰学園3年生で、兄弟で服部学園から転校してきた格闘の達人。
冷峰学園3Fで登場する。竜一はキック技、竜二はパンチ技を得意とするが、それ以外のステータスも軒並み高く隙が無い相手。謎の拳法を操る格闘の達人であると同時に、竜一は「水龍神」、竜二は「焔龍神」の守護を受けた忍術を会得しているが、一般人に対しては忍術の使用を自らに禁じている。姑息な手と自分達の落ち度から山田に敗北するが、忍者としての価値観から「主に仕える」ことを重要視するために従属を受入れ、冷峰学園に転校すると四天王を蹴散らしてトップに君臨し、怒涛の勢いで近隣高校を支配下におさめ、不良校としての名を轟かせる原動力となる。
キャラクターモチーフは、テクノスジャパンのゲーム作品『双截龍』であり、キャラクタードット及び専用BGMも同作のものがアレンジされ用いられている。
【必殺技】旋風脚（両者共通）【『ex』追加必殺技】爆魔脚（竜一専用技）、天殺拳（竜二専用技）、無影脚（両者共通）
やまだ
山田 大樹（やまだ たいき）。冷峰学園3年生で、現生徒会長。本作のラストボス。
くにおに比肩する喧嘩の実力を備えた文武両道の優等生で周囲からも親しまれている存在だが、その本性はとても腹黒くセコい上に、陰湿で狡猾であり、勝つためなら卑怯な手段も平気で使う卑劣漢。くにお、長谷部とは同じ中学校の出身で、当時はくにおとは親友であったが、長谷部への片思いに端を発し、長谷部の想い人であるくにおに歪んだ憎悪を抱いている。とある人物から「あくのパワー」と称する能力を授かり、それを駆使して学園を支配している。全国高校統一の野望を実現させ、名実ともにくにおを越えることを誓い、騒動の黒幕となる。今回の事件後、冷峰を去り明暗学園へ転校。新生徒会長の藤堂と共にくにおに恥をかかせようと暗躍する。
FC版ではステータスこそ最強クラスだが、様々な要因が絡み、ラストボスとしてのインパクトが霞んでしまっていた。移植版及び『ex』では格段に強化されており、ラストボスに相応しい強さを誇っている。
【『ex』追加必殺技】山田の術、スクリュウ、強烈キック

#### X68000版オリジナルボスキャラクター
X68000版では冷峰学園と影村学園を除いた8つの高校がステージに設置されており、それらの高校のステージボスとして以下の追加ボスが登場する。なお『ex』ではこれらのボスたちは登場せず、一部は設定を変えて他の高校の追加雑魚キャラクターとして登場している。
らんどう
千里台高校の総番。
はせがわ
千里台高校の副番。
なんぶ
坂塾商業高校の総番。
ながた
坂塾商業高校の副番。
いしづか
沼丘工業高校の総番。
いけべ
沼丘工業高校の副番。
おりべ
星草農業高校の総番。本作の登場キャラクターでは珍しく目をつぶっている。
えとう
星草農業高校の副番。
さかき
白鷹工業高校の総番。
なかた
白鷹工業高校のNo.3。
ゆうき
又川工業高校の総番。
なかは
又川工業高校の副番。
にかいどう
宝陵高校の副番。
すどう
宝陵高校のNo.3。
みずぬま
谷花高校の副番。
くぼた
谷花高校のNo.3。サングラスをかけている。

### 登場する高校
熱血高校（ねっけつ - ）
主人公・くにおが通う高校。部活動が盛んで、そのほとんどにはくにおが関わっている。不良や悪漢からも恐れられるくにおの存在は、生徒達に安堵感を抱かせている。制服カラーは番長であるくにおが白ラン、その他の生徒は紫。
花園高校（はなその - ）
りきが通う高校。濃い目の不良が多く、内部の派閥も多い。真美を助け出すべく、りきは冷峰学園に向かう。『ex』では前田が加勢のためにりきを追いかけ、五月女と鷲尾は自校の防衛に徹する等、りきの仲間達もそれぞれに行動を起こしている。制服カラーは青。
千里台高校（せんりだい - ）
元々はいたって荒れたところもない高校。冷峰学園の台頭と時期を同じくして、花園生を名乗る何者かの襲撃を受け、自衛のため、2年生達が「園川」をリーダーとした｢千里台ボンバーズ｣を結成している。特に、花園の番長であるりきをターゲットとしてつけ狙っている。短気だがケンカは弱く、作中で登場する敵の中では最も弱い。制服カラーは水色。
敵キャラクターとして登場した生徒達のうち「そのかわ」は後に「くにおの熱烈な追っかけ」のキャラを獲得して主要キャラクターとなり、「もり」「いとう」「さかがみ」「つちだ」「おぐら」も後年のシリーズ作品で「千里台ボンバーズ」として固有グラフィックを獲得している。
坂宿商業高校（さかじゅく - ）
特定のリーダーがおらず、白鷹工業高校・西村の支配下にある。くにお達とは常に敵対している。ステータスは千里台と同等で、弱気になって逃げ出すことが多いが挑発するとムキになる。出現する地域が広く、様々な場所で喧嘩を売ってくる。制服カラーは桃色。
沼丘工業高校（ぬまおか - ）
ボスの藤原雄介の方針により、冷峰四天王の一人・望月に従っている高校。千里台高校や坂宿商業高校に比べ攻撃的で、火力や防御力も高い。望月からすれば藤原は友人であるが、藤原は「望月に従う事こそ絶対である」と考えている。制服カラーは黄緑。
星草農業高校（ほしくさ - ）
作中唯一の農業高校。動きが遅く、体力勝負の強引な接近戦を好む。ボスの榎田知治は谷花高校の五代に助けられたことがあるが、その件で榎田の求心力は低下し、生徒たちは五代を慕っている。制服カラーは黄色。
影村学園（かげむら - ）
上条、山本が通う高校。上条、山本以外のキャラクターは登場しない。制服カラーは紫（『ex』では薄紫）。
白鷹工業高校（はくたか - ）
西村、沢口が通う男子高校。坂宿商業高校を支配下に置くものの、纏めて冷峰四天王・木下の支配下に置かれている。くにお、りきの2人を執拗に狙い、攻撃にはタイヤを好んで用いる。番長・西村を筆頭に、妙な口癖を持つ生徒が多い。制服カラーは濃い目のグレー。
なお、沼丘工業高校の「さいとう」と同じ顔で同名の生徒が在籍しているが、これは別の高校に進学した兄弟という設定（白鷹の「さいとう」が兄、沼丘が弟）であり同一人物ではない。
又川工業高校（またがわ - ）
ボスの篠塚準次郎は冷峰学園に従っているが、篠原は自分たちは関わりが無いように装っている。暗いイメージを持たれがちな高校だが、生徒達は篠原のそれを認めたくないフシを口にする。主にメリケンサックを好んで用い、高めのキック力を活かし遠距離から飛び蹴りを仕掛けるなど嫌らしい戦術を得意とする上、序盤から登場する高校としてはトップクラスのステータスを誇る。制服カラーは茶色。
敵キャラクターとして登場した生徒達のうち、「おおにし」「もちだ」「かい」「こんどう」は、後のシリーズで「又川工業元幹部」として固有グラフィックを獲得している。
宝陵高校（ほうりょう - ）
豪田が通う高校。冷峰学園に支配されて襲い掛かってくる他校とは違い、豪田を慕う一部の生徒が、豪田が冷峰に味方せざるをえなくなった事態をくにお達のせいだと思い込んでおり、勝負を挑んでくる。生徒達は武器はほとんど使わず、パンチとガードを中心とした肉弾戦に長けている上「防御力」や「気力」が高めで打たれ強い。出現範囲が広く、中盤から終盤にかけて高い頻度で遭遇する。制服カラーは緑。
谷花高校（たにはな - ）
五代が通う高校。生徒達は五代がキレて暴れ回るのを何より恐れており、くにお達に襲い掛かってくるのも、これはくにお達が下手に五代を刺激するような事態になるのを未然に防ぐためだからである。武器戦闘の達人である五代を筆頭に、木刀をはじめとした武器を用いて戦う生徒が多く、ステータスも冷峰学園に次ぐ高さを誇っている。制服カラーは濃い青。
冷峰学園（れいほう - ）
本作の黒幕でもある高校。「超」が付くほどの進学校であり、不良の界隈ではあまり名を知られていない高校であったが、ダブルドラゴン兄弟の転入を契機として不良生徒達の動きが活発化して急激に勢力を拡大、一躍その名を轟かせる。校風として「文武両道」を掲げているため、生徒達の強さもトップクラス。制服カラーは赤。
敵キャラクターとして登場した生徒達は、後年のシリーズ作品で「いちかわ」「こが」「なかむら」「むとう」が「元生徒会メンバー」、「いりえ」「かわだ」が「運動部」、「あおき」「とみやま」が「小林親衛隊」と、それぞれ個性と固有グラフィックを獲得している（「きしもと」のみ、後年のシリーズでは未登場となっている）。

## ダウンタウン熱血物語ex
ダウンタウン熱血物語ex（ダウンタウンねっけつものがたり、River City Ransom EX）は、ミリオンより2004年に発売されたゲームボーイアドバンス用ゲーム作品。

### 概要
『ダウンタウン熱血物語』のリメイク作品。テクノスジャパンが発売した看板作品の「くにおくんシリーズ」の版権を、テクノスジャパンの創業者にして元社長の瀧邦夫が役員を務める株式会社ミリオンが取得して制作された。開発はアトラスが担当している。
FC版をベースとして、ゲームシステムを拡張させているほか、登場キャラクターの大幅な追加など、同作の設定を深化・拡張させたバージョンアップ版といえる内容となっている。また、それまでは語られなかったキャラクターの裏設定や新設定なども公開されている。

### ゲームシステム（オリジナルからの変更点）
- ステータスデータを最大12スロットまでセーブすることが可能。

- 戦闘パラメータ、必殺技、所持品、所持金、戦績、キャラクターフェイス
- ステータス各パラメータの上限値が大きくなった。

- ゲームバランスを自由に設定することが可能。

- 敵キャラクターの出現人数、同時出現人数、キャラクターの挙動、お店の取扱いラインナップ入替頻度など
- 習得可能な必殺技が増加した。また、主要キャラクターには、くにおくんシリーズ他作品でお馴染みの必殺技が実装されている。

- アイテムの種類が追加された。また、各アイテムのパラメータ上昇効果がオリジナル版から変更・刷新されている。

- 1Pプレイ専用となった。最大4名まで仲間を連れてゆくことが可能。

-「くにお」と「りき」で使用キャラクターに選択しなかった方を仲間として連れていくことは可能だが、CPU操作となる。
- 登場キャラクター及び高校が追加された。あわせて、それまでは語られなかった設定やキャラクターの裏設定なども新たに公開されている。

- 俗称「評判」あるいは「好感度」システムが実装された。

- ゲーム中の特定の行動に応じて、「評判」「好感度」などと呼ばれる特殊パラメータが上下する。このパラメータの高低に応じ、敵キャラクターの発言やストーリー進行に下記のような影響が表れる。
- 評判が高い場合…人格を賞賛される、特定の条件を満たすことでサブキャラクターやボスキャラクターを仲間にできる
- 評判が低い場合…卑怯者、クズ等と罵倒される、通常であれば戦う必要のなかったキャラクターとの戦闘が発生する

### 追加登場キャラクター
すがた
姿 三十朗（すがた さんじゅうろう）。熱血高校2年生で、くにおの後輩。初登場は『ダウンタウン熱血行進曲』。
くにおを心の師と仰ぎ慕っている。警察官の父と兄をもち、自身も正義感の塊だが、無鉄砲な性格ゆえに状況を悪化させてしまうこともある。
冷峰学園へと向かったくにおを追いかけ、花園町周辺へやってきている。特定条件を満たすことで、仲間として連れていくことができる。
【必殺技】爆弾パンチ（専用技）
まえだ
前田 亨（まえだ とおる）。花園高校3年生で、同校内におけるライバルであり仲間。初登場は『ダウンタウン熱血行進曲』。
短気で喧嘩っ早い性格だが、所属するグループへの仲間意識は人一倍強い。かつてはりきと敵対したが、互いを認め合い仲間となっている。
りきに加勢すべく追いかけてきており、特定条件を満たすことで、仲間として連れていくことができる。
【必殺技】前田の飛び蹴り（専用技）
そのかわ
園川 薫（そのかわ かおる）。千里台高校2年生。
冷峰学園の仕掛けた策略により花園高校を打倒しようと「千里台ボンバーズ」を結成し、冷峰学園へ向かっていたくにおに襲い掛かるも返り討ちにされたことで目を覚ます。特定条件を満たすことで、園川及び「千里台ボンバーズ」のメンバーを仲間として連れていくことができる。
FC版及びそれに準ずる移植版では一般敵キャラクターとして登場していたが、後に「くにおの熱烈な追っかけ」というキャラクター像を獲得し、『ex』ではそれが逆輸入される形での登場となった。
【必殺技】びっぐばんぐ（専用技）
はやさか
早坂 良麻（はやさか りょうま）。冷峰学園在学で望月の親友。初登場は『ダウンタウン熱血行進曲』。
運動より勉学を好む秀才で、不良ではない普通の生徒だが、単身で不良グループを撃退したことがあり、学園内では一目置かれる存在。特定条件を満たすことで、仲間として連れていくことができる。
【必殺技】加速落とし（専用技）、マッハ叩き
くまだ
熊田 重蔵（くまだ じゅうぞう）。虎島実業第四高校3年生で、柔道部員。初登場は『ダウンタウン熱血行進曲』。
柔道大会の帰り道に偶然乱闘を繰り広げるくにお達を見かけ、性分の赴くままに挑みかかってくる。特定条件を満たすことで、仲間として連れていくことができる。
【必殺技】背負いスペシャル（専用技）、人間魚雷
ひまだ
火間田 翔（ひまだ しょう）。虎島実業第四高校3年生で、応援団員。『ex』オリジナルキャラクター。
赤色のリーゼントとサングラスの典型的なツッパリ容姿と、声の大きさが特徴で、応援団で遺憾なく発揮されている。典型的なド根性人間であり、好戦的かつ落ち着きのない性分。少人数側の味方になるという彼独自の主義を持つ為、時には悪者の味方をしてしまうこともある。熊田の応援に夢見町を訪れていたところ、乱闘を繰り広げながら冷峰学園へと向かうくにお達を見かけ、性分の赴くままに挑みかかる。特定条件を満たすことで、仲間として連れていくことができる。
【必殺技】ファンキーキック（専用技）
とうどう
藤堂 護（とうどう まもる）。冷峰学園3年生で、藤堂グループの御曹司。初登場は『ダウンタウン熱血行進曲』。
カネの力で支配をすること数知れず。大の不良嫌いで、特にくにおに対しては敵意を剥き出しにする。後に山田の後任として生徒会長の座に就く。
ゲーム中で戦う機会はないもののステータスが設定されており、戦闘能力こそ最低・最弱レベルだが、所持金は異常なまでに多い。
さおり
豪田 砂織（ごうだ さおり）。清金女子高校1年生で、豪田の妹。FC版以来設定のみの存在だったが、『ex』でビジュアルが初登場となった。
体が弱く大人しい性格であることから、常に兄に守られて育ってきた。清純可憐な美少女であり、周囲にファンも多い。
豪田の動向を左右するキャラクターとなっている。長谷部や久仁子の活躍により、彼女に危害が及ぶ事態は阻止されるものの、本人は状況をよく理解していない。
くにこ
芦野 久仁子（あしの くにこ）。熱血高校に通うくにおの追っかけ。初登場は『ダウンタウン熱血べーすぼーる物語』。
かつて長谷部のライバルだった女子生徒の妹であり、長谷部のことも「はせべ姉さん」と呼び慕っている。バイクを乗りこなす活動的な女の子で、小柄で可愛い容姿に反し、ひとたび喧嘩となると修羅と化す。
長谷部と連携し、砂織を守るために奔走する。

### 追加登場高校
虎島実業第四高校（とらじま - ）
熊田、火間田が通う高校。熊田、火間田以外のキャラクターは登場しない。制服カラーは熱血高校より濃い紫。初登場は『ダウンタウン熱血行進曲』。
霧雨実業高校（きりさめ - ）
ボスは風丘四郎。影村学園をライバル視している。武器はロングチェーン。制服カラーは濃い水色。初登場は『ダウンタウン熱血べーすぼーる物語』。
紫苑山学園（しおんざん - ）
ボスは木城、No.2は梶十郎。梶の身勝手な指令によりくにお達を狙ってくる。本作の舞台となる地域からかなり遠い地区にある学園のためか出現頻度は非常に低いが、紫苑山生との交戦がとあるイベントの発生条件となっている。制服カラーは濃い赤紫色。
星の丘西高校（ほしのおかにし - ）
ボス格は野元茂樹。熱血高校、花園高校、冷峰学園とは別の地区に位置する高校で、熱血や花園のある地区をも傘下にしようとしている。登場する高校の中では、比較的上位の強さを持つ。制服カラーはやや濃い水色。
透亀商業高校（とうがめ - ）
ボスは鶴岡伸二。新設校のため、最高学年が2年生。ステータスはさほど高くないが、投石による遠距離攻撃を主戦法とする。霧雨実業高校・風丘の支配下にある。制服カラーは薄い橙色。
光橋大学付属第三高校（ひかりばし - ）
進学校で、ボスと呼べるような人物はいない。偏屈・堅物な性格の生徒が多く、「勉強漬けによるストレス解消のため」という理由でケンカを挑んでくるが、実力は低い。制服カラーは桜色。
黄金穂学院（こがねほ - ）
藤堂グループが運営する学校。星の丘西高校に襲撃されたため、同校を恨んでいる。金持ち校らしくドロップする金額が非常に高いが、ほとんどの生徒が出現と同時に逃げ出してゆく。制服カラーは金色に近い黄色。

## 他機種版
| No. | タイトル                                             | 発売日                                         | 対応機種                                     | 開発元             | 発売元                                       | メディア                                        | 型式         | 備考 |
| --- | ---------------------------------------------------- | ---------------------------------------------- | -------------------------------------------- | ------------------ | -------------------------------------------- | ----------------------------------------------- | ------------ | --- |
| 1   | ダウンタウン熱血物語                                 | 1990年4月                                      | X68000                                       | SPS                | シャープ                                     | フロッピーディスク                              | CZ-254AS(C)  | |
| 2   | ダウンタウン熱血物語                                 | 1993年12月24日                                 | PCエンジンSUPER CD-ROM²                      | KID                | ナグザット                                   | CD-ROM                                          | NXCD 3019    | |
| 3   | ダウンタウン熱血物語ex RIVER CITY RANSOM EX          | 2004年3月5日 2004年5月25日                     | ゲームボーイアドバンス                       | ミリオン           | アトラス                                     | 32メガビットロムカセット                        | AGB-BDTJ-JPN | |
| 4   | ダウンタウン熱血物語 STREET GANGS RIVER CITY RANSOM  | 2007年10月23日 PAL 2008年2月21日 2008年4月21日 | Wii                                          | テクノスジャパン   | アークシステムワークス Aksys Games 505 Games | ダウンロード （バーチャルコンソール）           | -            | ファミリーコンピュータ版の移植 |
| 5   | ダウンタウン熱血物語復刻版                           | 2008年8月12日                                  | Yahoo!ケータイ （S!アプリ）                  | ウェブドゥジャパン | ウェブドゥジャパン                           | ダウンロード （熱血硬派くにお君）               | -            | ファミリーコンピュータ版の移植 |
| 6   | ダウンタウン熱血物語                                 | 2010年3月23日                                  | Windows                                      | テクノスジャパン   | ミリオン                                     | ダウンロード （プロジェクトEGG）                | -            | ファミリーコンピュータ版の移植 |
| 7   | ダウンタウン熱血物語 Street Gangs River City Ransom  | 2012年11月28日 2013年7月25日 2013年11月14日    | ニンテンドー3DS                              | テクノスジャパン   | アークシステムワークス Aksys Games 505 Games | ダウンロード （バーチャルコンソール）           | -            | ファミリーコンピュータ版の移植 |
| 8   | Street Gangs ダウンタウン熱血物語 River City Ransom  | 2015年4月23日 2015年8月5日 2015年10月1日       | Wii U                                        | テクノスジャパン   | アークシステムワークス                       | ダウンロード （バーチャルコンソール）           | -            | ファミリーコンピュータ版の移植 |
| 9   | ダウンタウン熱血物語SP                               | 2016年10月27日                                 | ニンテンドー3DS                              | エープラス         | アークシステムワークス                       | 3DSカード                                       | CTR-P-BDJJ   | |
| 10  | くにおくん熱血コンプリート ファミコン編              | 2016年12月8日                                  | ニンテンドー3DS                              |                    | アークシステムワークス                       | 3DSカード                                       | CTR-P-BKCJ   | ファミリーコンピュータ版の移植 他シリーズのファミコン10作品との合同収録作                                                                    |
| 11  | ファミリーコンピュータ Nintendo Switch Online        | 2018年9月19日                                  | Nintendo Switch                              | 任天堂             | 任天堂                                       | ダウンロード                                    | -            | ファミリーコンピュータ版の移植 |
| 12  | くにおくん ザ・ワールド 〜クラシックスコレクション〜 | 2018年12月20日                                 | Nintendo Switch PlayStation 4 Xbox One Steam |                    | アークシステムワークス                       | Switch専用ゲームカード ディスクROM ダウンロード | -            | ファミリーコンピュータ版の移植 他シリーズのファミコン17作品との合同収録作 NES版『River City Ransom』（海外版『ダウンタウン熱血物語』）も収録 |
| 13  | レトロスティック 熱血LEGEND くにおくん               | 2024年12月10日                                 | レトロスティック                             |                    | ライソン                                     | 内蔵ゲーム                                      | -            | ファミリーコンピュータ版の移植 他シリーズのファミコン4作品との合同収録作                                                                     |

## スタッフ
ファミリーコンピュータ版
- プログラム：TOMMY.TANI（富山徳之）、S.KUMA（熊谷慎太郎）、F.GEN（福原元栄）、SHIN
- キャラクター・デザイン：白戸政男
- B.G.デザイン：矢崎美佐、とうごうかずよ
- サウンド・コンポーズ：澤和雄
- サウンド・プログラム：平沢道也
- マニュアル・パッケージ・デザイン：向井久美子
- スペシャル・サンクス：斉藤伸一、M.OHATA、山根一史
- ディレクト：関本弘之、吉田晄浩、W.S.LITTLE

PCエンジン版
- プログラム：ITSAM MATARCA（柳田勇）
- グラフィック：かわいまさお、富田和也
- サウンド：藤後浩之
- キャスティング・マネジメント：角康昭
- 協力：青二プロダクション、ニュージャパンスタジオ
- スペシャル・サンクス：よしむらひろやす、吉田晄浩
- サンクス：ふくちゃん
- ディレクト：G.BABA

## 評価
ファミリーコンピュータ版
- ゲーム誌『ファミコン通信』の「クロスレビュー」では、6・7・8・7の合計28点（満40点）となっており、レビュアーからは三段階の難易度から選択できる事や主人公がレベルアップするシステムが肯定的に評価された他、「このゲームのリズム感というものを私は評価したい」と称賛された。

- ゲーム誌『ファミリーコンピュータMagazine』の読者投票による「ゲーム通信簿」での評価は以下の通りとなっており、23.45点（満30点）となっている。同誌1991年5月10日号特別付録の「ファミコンロムカセット オールカタログ」では、「とにかくアキのこないゲーム展開が魅力。難易度設定が変更可能になっており、誰にでも楽しめるゲームだ」と、演出面や難易度設定に関して肯定的に評価されている。

| 項目 | キャラクタ | 音楽 | 操作性 | 熱中度 | お買得度 | オリジナリティ | 総合  |
| 得点 | 4.26       | 3.70 | 3.97   | 4.08   | 3.69     | 3.75           | 23.45 |
PCエンジン版
ゲーム誌『ファミコン通信』の「クロスレビュー」では合計20点（満40点）、『月刊PCエンジン』では70・75・80・70・80の平均75点（満100点）、『電撃PCエンジン』では50・50・50・55の平均51.25点（満100点）、『PC Engine FAN』の読者投票による「ゲーム通信簿」での評価は以下の通りとなっており、19.6点（満30点）となっている。
| 項目 | キャラクタ | 音楽 | お買得度 | 操作性 | 熱中度 | オリジナリティ | 総合 |
| 得点 | 3.5        | 3.1  | 3.3      | 3.1    | 3.5    | 3.1            | 19.6 |
ニンテンドー3DS版『ダウンタウン熱血物語SP』
ゲーム誌『ファミ通』の「クロスレビュー」では合計31点（満40点）でシルバー殿堂入りを獲得している。